# Jesper Dyhrberg
Jesper Dyhrberg (født 23. januar 2002) er en dansk ungdomspolitiker og tidligere kommunalpolitiker for Socialistisk Folkeparti (SF). Siden 2024 har han været politisk leder af SF Ungdom (SFU). Han sad i Furesø Kommunalbestyrelse fra 2022 til 2025 og har været aktiv i både lokal- og ungdomspolitik siden sine teenageår. 

## Baggrund
Dyhrberg er opvokset i Jonstrup i Furesø Kommune, hvor han tidligt engagerede sig i det lokale foreningsliv og sad i Furesøs ungeråd. Han var også aktiv i det lokale unge kulturhus. Denne interesse for ungdomsinddragelse blev et springbræt til politisk engagement.
I 2019 tog han initiativ til at genetablere SF's partiforening i Furesø. Ved kommunalvalget i 2021 blev han – som 19-årig – valgt ind i Furesø Byråd, hvor han sikrede SF repræsentation efter otte års fravær.

## Politisk virke
Dyhrberg sad i Furesø Kommunalbestyrelse fra januar 2022 til 2025. Her var han næstformand for Udvalget for Handicap, Social og Psykiatri og medlem af flere øvrige udvalg. I 2025 udtrådte han af kommunalbestyrelsen for at fokusere på sit arbejde i SF Ungdoms ledelse. Han valgte i den forbindelse også ikke at genopstille ved kommunalvalget i 2025.
I SF Ungdom har Dyhrberg haft flere ledelsesposter. Han blev valgt som organisatorisk leder i 2023 og som politisk leder (formand) på SFU's landsmøde i påsken 2024. Som formand har han markeret sig i debatten om ungdomsinddragelse, social retfærdighed og international solidaritet. I maj 2025 kritiserede han bl.a. regeringens forsøg på at censurere et skolevalgstema om anerkendelse af Palæstina – og kaldte det et udtryk for “mangel på respekt for unges møde med demokratiet”.

## Øvrigt engagement
Jesper Dyhrberg har været aktiv i SF på både lokal- og nationalt niveau, herunder som formand for SF Furesø. Derudover har han været engageret i kommunale ungdomsinitiativer og ungdomskulturarbejde.
Han har udmeldt, at han efter perioden som SFU-formand vil tage en pause fra politik for at prioritere sin personlige udvikling og muligvis påbegynde en uddannelse som socialrådgiver. Han har dog ikke afvist at vende tilbage til politik på et senere tidspunkt.[kilde mangler]